# شركة اوتوكارس المحدودة

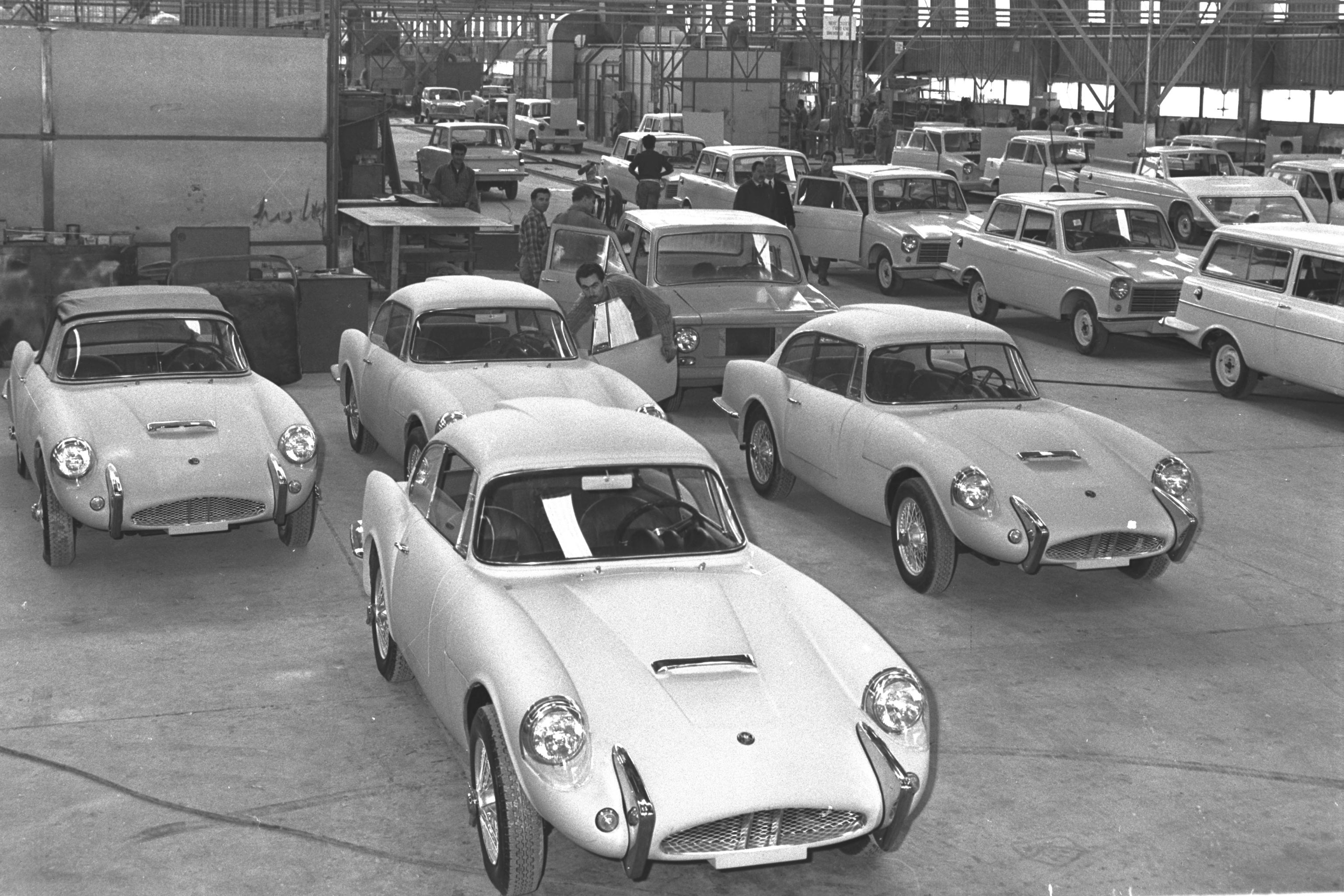
صبرا سبورت و سوسيتا 12 و سيارات سيدان (الكرمل) في المصنع عام 1967

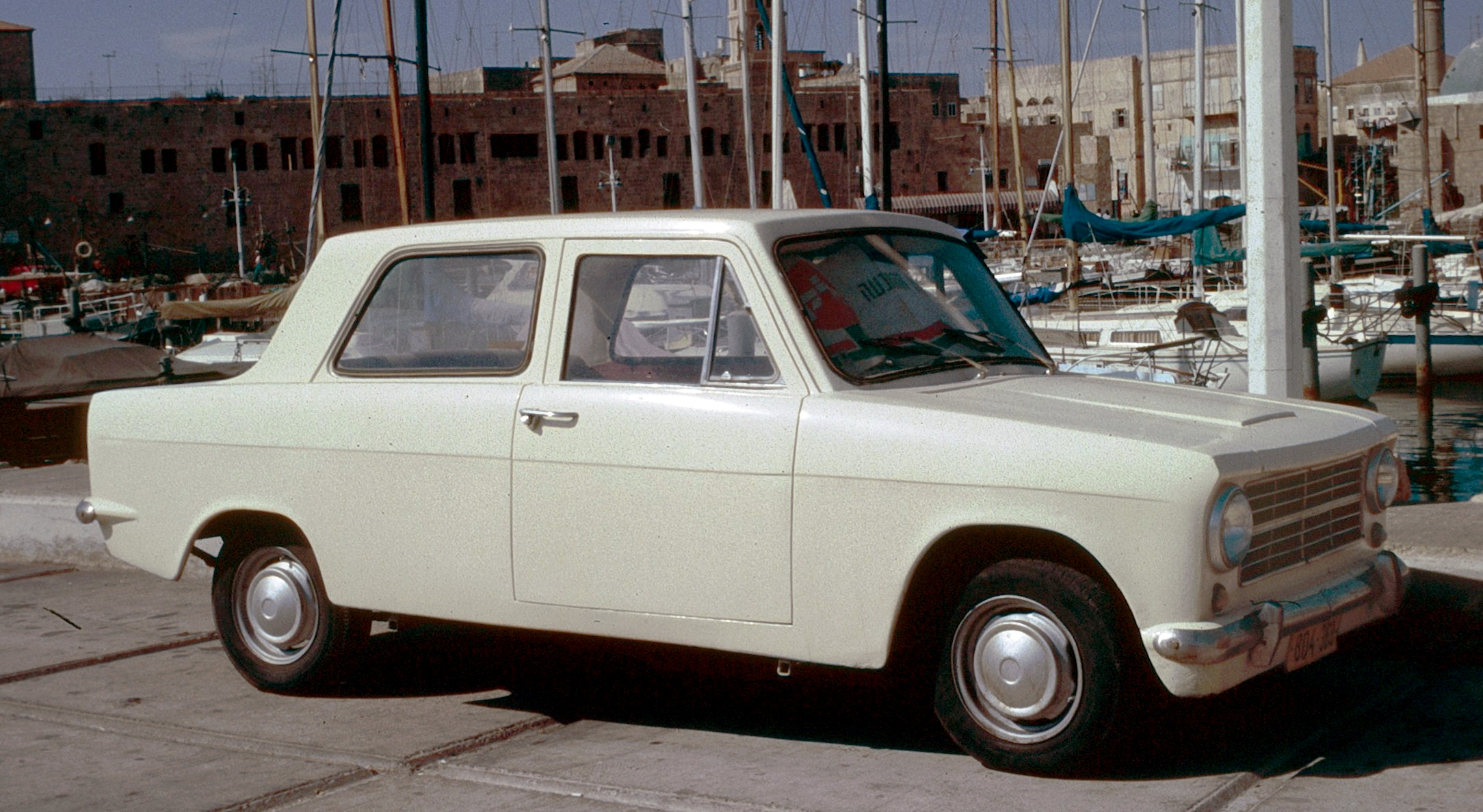
سوسيتا 13/60 سيدان (كارمل دوكاس)

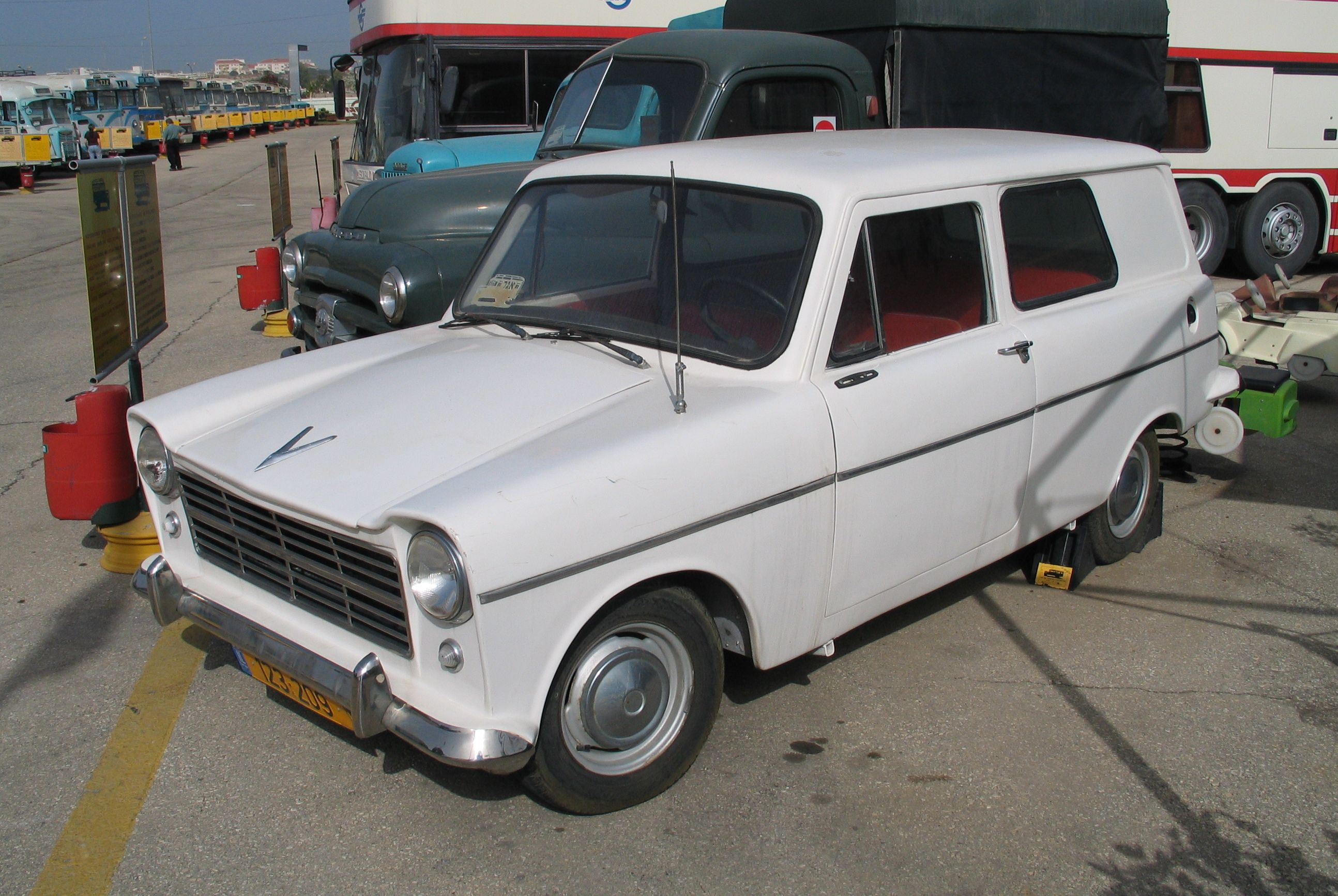
عربة سوسيتا 12 ستيشن

Attica Sussita 12 اليونانية سيدان (الكرمل) ، تم إنتاج حوالي 100 منها فقط.

شركة اوتوكارس المحدودة ((بالعبرية: אוטוקרס‏) حيفا. كانت أول شركة لتصنيع السيارات في إسرائيل.

## تاريخ
بدأت أوتوكارس، تأسيس عام 1957، بتصنعت سيارات مصنوعة من الألياف الزجاجية اللتي كانت شائعة في إسرائيل خلال الستينيات والسبعينيات. فرضت الحكومة علي جميع جهاتها شرائها. َأَطلق هذا في السوق الآلاف من السيارات المستعملة منخفضة السعر. على الرغم من أن تصميمها وجودتها لم تَكُن بالدرجة الجيدة، إلا أن استخدام الشركة لمُحركات Ford وTriumph جعلها سيارات موثوق بها وحافظت على قيمتها لسنوات. توقف تصنيع هذه السيارات خلال الثمانينيات، وأصبحت شركة صناعة السيارات الإسرائيلية الوحيدة المتبقية اليوم هي AIL .
صنعت الشركة نماذج السيارات الخاصة تحت ماركة صبرا. تَضَمن خط الإنتاج عربة ستيشن واجن، وبيك أب، وسيارة صابرا سبورت، وهي سيارة رياضية مشتقة من Reliant .
من عام 1960، تم إنتاج نموذج الرياضة تحت العلامة التجارية صبرا، وأنتجت محطة عربة، سيدان ونماذج البيك اب تحت اسم العلامة التجارية Sussita (Sussita ، Sussita 12 و 13/60 Sussita نماذج). بعد اتفاقية مع شركة تصنيع السيارات اليونانية Attica ، تم إنتاج عدد صغير من Sussita 12 سيدان (Carmel) في اليونان.

## صبرا

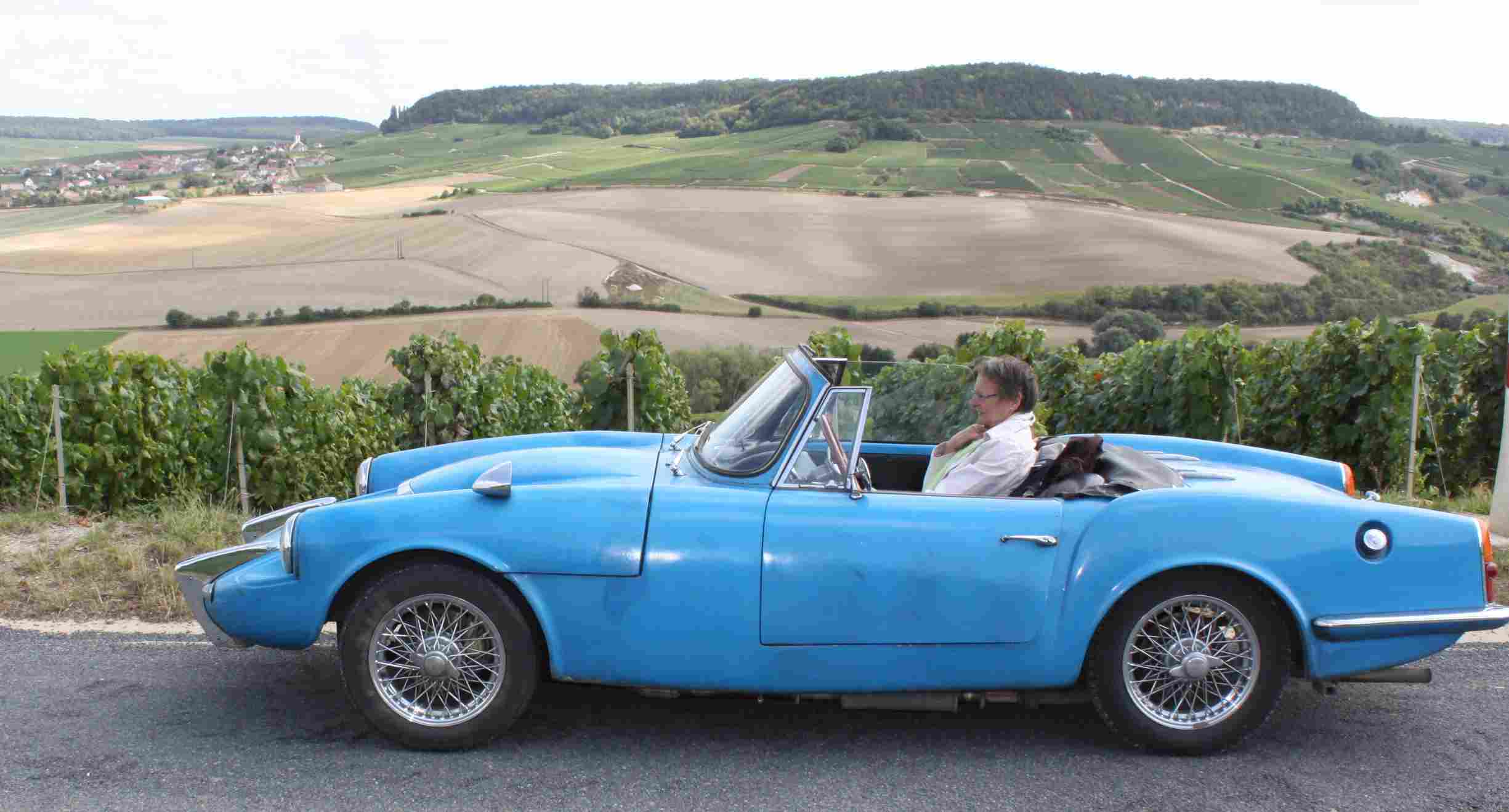
سيارات صبرا

تم اختيار اسم «صبرا» لأنه يعني «مولود في إسرائيل» والصبار الذي كان شعاراً للشركة. وفي عام 1960، أُطلقت سيارة إسرائيلية الصنع في معرض في مدينة نيويورك. كانت شاحنة صغيرة جدًا ضعيفة القوة. كانت محاولة غير مجدية، وعلي إثرها بدأت الشركة في مشروع جديد.
إشترت الشركة حُقوق لإستخدام جسم سيارة أشلي علي هيكل سيارة ليزلي. توصلت إلى اتفاق مع شركة Reliant (التي ساعدت في إنتاج طرازي "Carmel" و "Sussita") لدمج المحرك والجسم والشاسيه في سيارة رياضية قابلة للتحويل. كان المحرك فورد 1703 نسخة. تم السماح لـ Reliant بتسليم أول 100 سيارة إلى سوق الولايات المتحدة.
بين عامي 1964 و 1968، تم تصدير حوالي 81 سيارة - ربع الإنتاج الإسرائيلي - إلى بلجيكا. توقف الإنتاج مع حرب الأيام الستة. تم الوفاء بالطلبات التي تم تقديمها بالفعل، ولكن تم تأخير التسليم حتى 1968-1969. في جميع أنحاء العالم، لا يزال من الممكن تعقب أكثر من 100 سيارة من طراز صبرا، أكثر من عشرين منها في بلجيكا.

## روابط خارجية
- صبرا بلجيكا
- حول العالم: Autocars of Israel